# بارك جي يون (مغنية)
بارك جي يون (بالكورية: 박지윤)‏ هي مغنية وممثلة وعارضة أزياء كورية جنوبية، ولدت يوم 3 يناير 1982 في سول في كوريا الجنوبية.

## روابط خارجية
- بارك جي يون (مغنية) على موقع IMDb (الإنجليزية)
- بارك جي يون (مغنية) على موقع ميوزك برينز (الإنجليزية)
- بارك جي يون (مغنية) على موقع ديسكوغز (الإنجليزية)
- بارك جي يون (مغنية) على موقع قاعدة بيانات الفيلم (الإنجليزية)